# Hans Huber
Hans Huber (n. 1 ianuarie 1934, Regensburg, Germania Nazistă – d. 12 ianuarie 2024) a fost un boxer ce a reprezentat Germania, medaliat olimpic. A participat la o ediție a Jocurilor Olimpice (1964) în care a câștigat o medalie de argint.

## Participări
Lista de mai jos prezintă principalele competiții la care a participat Hans Huber de-a lungul carierei.
- boxing at the 1964 Summer Olympics – heavyweight[*]